# John Kirk (ciclista)
John William Kirk (20 de novembro de 1890 — 25 de março de 1951) foi um ciclista britânico.
Em 1912, Kirk defendeu as cores do Reino Unido em dois eventos nos Jogos Olímpicos de Estocolmo, no qual ganhou a medalha de prata na prova de estrada por equipes.